# 부탄 맹호군
부탄 맹호군(Bhutan Tiger Force)은 부탄공산당 (마르크스-레닌-마오주의)의 당군이다.